# Tanyotorthus
Tanyotorthus is een geslacht van vliesvleugeligen uit de familie bronswespen (Chalcididae). De wetenschappelijke naam van dit geslacht is voor het eerst geldig gepubliceerd in 1955 door Steffan.

## Soorten
Het geslacht Tanyotorthus is monotypisch en omvat slechts de volgende soort:
- Tanyotorthus giganteus (Steffan, 1955)